# Plana de marea

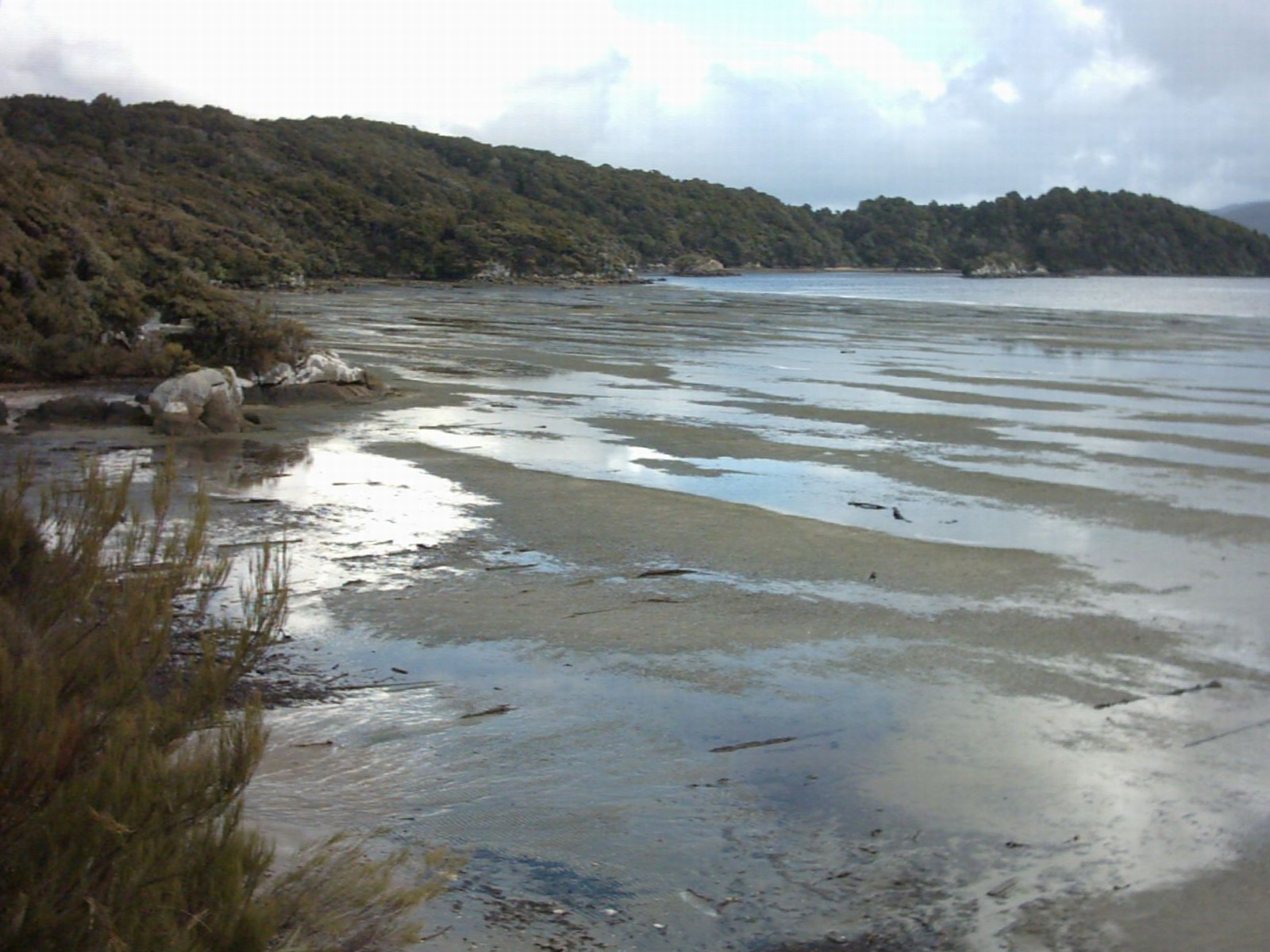
Plana de marea a prop d'Oban, a l'illa Stewart (Nova Zelanda).

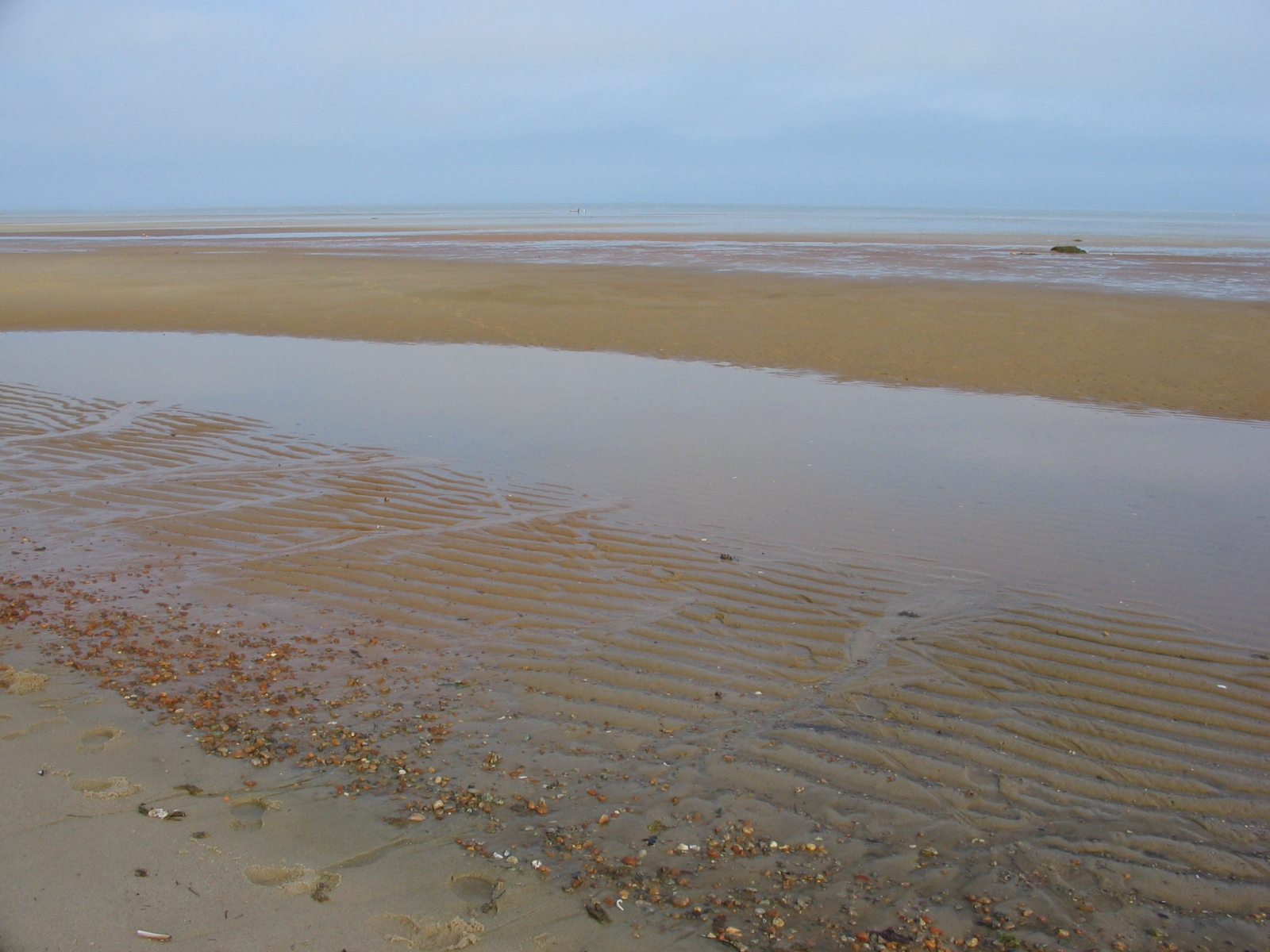
Plana de marea a Brewster, que s'estén centenars de metres mar endins a marea baixa. La línia de conquilles marines en primer pla indica la marca de la marea alta.

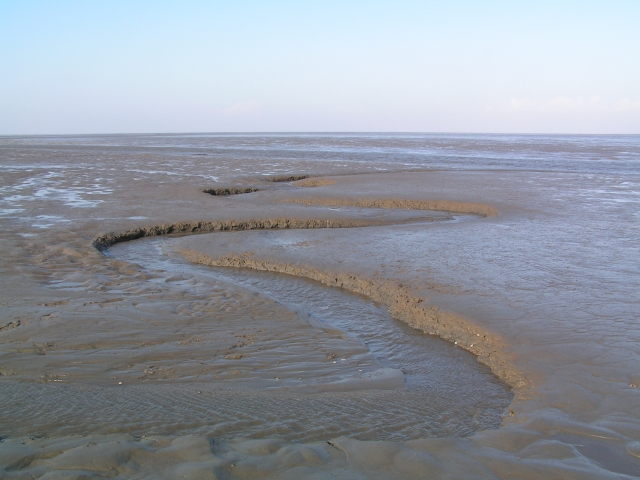
Plana de marea creuada per un priel

Una plana de marea és un zona humida costanera de transició entre la terra ferma i el mar. Cal que el desnivell entre marea baixa i marea alta pot ateny com a mínim dos metres, i que la costa sigui molt plana, amb pendents entorn de l'un metre per mil, amb poca energia d'onatge. Això provoca un gran desenvolupament de la zona intermareal, cosa que afavoreix que les ones no trenquin sobre la plana de marea i siguin només els corrents de fluix i reflux mareal les que controlin la sedimentació en aquests mitjans sedimentaris. Són en zones arrecerades i protegides, com ara badies, bayous, llacunes i estuaris. geològicament són el resultat de la sedimentació de capes de fang amb partícules detrítiques, argiles, llims o sorres) aportats per la marees, i detrits d'animals marins.
Es poden donar associades a altres mitjans sedimentaris litorals com ara llacunes, deltes i estuaris, amb freqüents aiguamolls i zones pantanoses, sediments de decantació, i abundant cobertera vegetal circumdant. És el cas d'algunes costes al mar del Nord, a Florida, a Terra del Foc i, fins a cert punt, de moltes de les maresmes de la península Ibèrica (com les del Guadalquivir o les de la badia de Santoña). El fons no és pla, però ondulat i creuat per priels, una mena de canals naturals.
Les planes de marea formen un biòtop important, encara que la biodiversitat no hi sigui especialment elevada. Sovint, són de particular importància per a les aus migratòries. El manteniment de les planes de marea és important per prevenir l'erosió costanera. Tanmateix, moltes planes arreu al món són amenaçades per l'augment del nivell del mar, per pressions urbanístiques, pel dragatge a efectes de transport marítim o per la contaminació del sòl.

## Subambients a les planes de marea
A les planes de marea s'hi solen distingir diversos subambients:
- Plana de marea baixa o sorrenca (sand flat). Es troba submergida la major part del cicle mareal i afectat per forts corrents. Encara que l'onatge no és el procés dominant, és el més afectat per les ones: als repunts de marea, en plenamar i baixamar, els sediments del fons són agitats per les ones i per això els fangs es mantenen en suspensió i els sediments es dipositen com a càrrega de fons. Els sediments característics són sorres netes.
- Plana de marea mitjana o mixta (mid flat). Es troba submergida i exposada dues vegades per dia temps més o menys igual. A mitjana carrera de marea solen romandre submergides que és quan assoleixen les majors velocitats de fluix i de reflux. L'acció de l'onatge és molt petita. S'hi donen la sedimentació per càrrega de fons de sorres i per decantació de fangs.
- Plana de marea alta o fangosa (mud flat). Es troba submergida només al temps pròxim a la plenamar, quan amb prou feines hi ha corrents. No hi ha transport ni dipòsit per càrrega de fons, però al repunt de plenamar els fangs en suspensió poden decantar-se i dipositar-se.
- Maresma salabrosa. En acumular la plana de marea alta sediments fangosos cada vegada puja més per sobre del nivell mitjà de la plenamar, moment en el qual progressivament va sent colonitzada per plantes terrestres que generen les maresmes. Només són submergides unes vegades per any amb marea viva. És en aquesta zona que l'hom sovint crea pòlders: en sostreure el terra definitivament al mar per la construcció de dics i una xarxa de canals de desguàs. En climes tropicals, les maresmes són substituïdes pels manglars, formats per vegetació arbòria amb arrels aèries.

## Unes planes de marea destacades
- Canadà: Conca Mines, Nova Escòcia
- Corea: Mar Groga
- Estats Units: badia de San Francisco, port de Tacoma i Badia de Cape Cod
- França: badia del Somme
- Mauritània: Banc d'Arguin
- Països Baixos, Alemanya i Dinamarca: mar de Wadden, classificat Patrimoni de la Humanitat
- Regne Unit: Illa Lindisfarne, Snettisham (Norfolk) i Bridgwater Bay i Morecambe Bay. Les planes de marea han estat classificades com a hàbitat prioritari del «Pla d'acció sobre biodiversitat»[1]
- Xina: Reserva Natural Chongming Dongtan (Xangai) i mar Groga